# Kolozsvár látnivalóinak listája
Ez a lista Kolozsvár műemlékeit és egyéb látnivalóit tartalmazza.

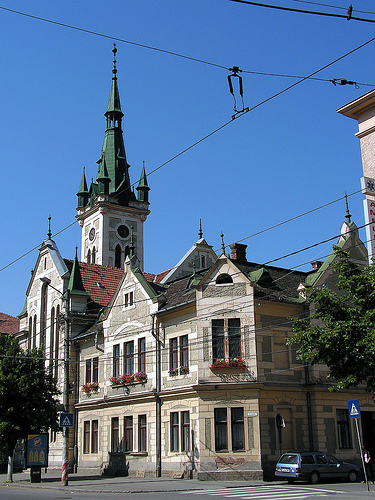
A hídelvei református templom

## Templomok

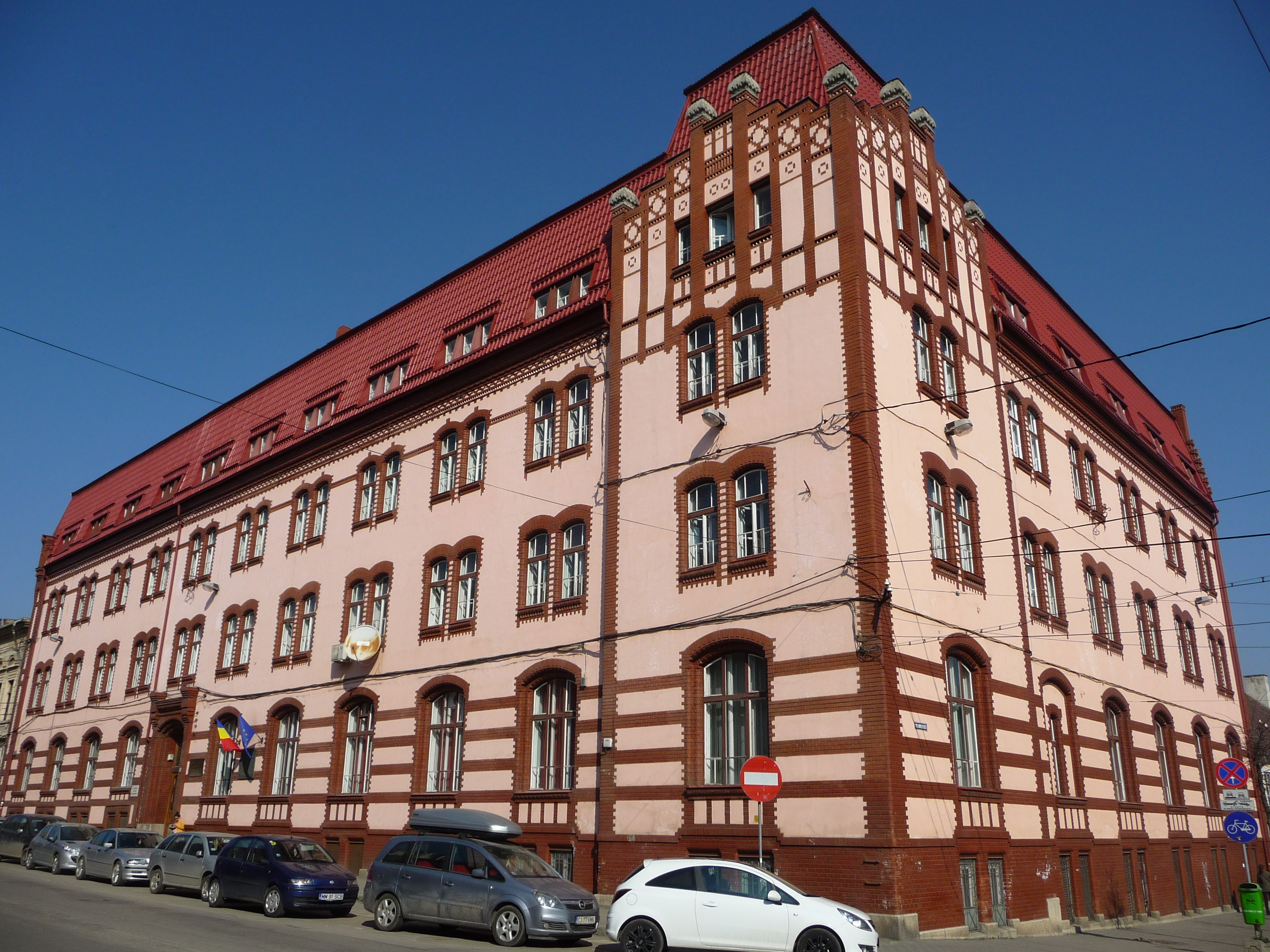
A Babeș–Bolyai Tudományegyetem jogtudományi kara

Új ortodox templom

- Bob utcai görögkatolikus templom (Biserica Greco-Catolică)
- Evangélikus templom (Biserica Evanghelică)
- Farkas utcai református templom (Biserica Reformată)
- Ferences templom és kolostor
- Hídelvei (millenniumi) református templom
- Kakasos templom
- Kálvária templom
- Kétágú templom
- Lutheránus templom
- Minorita templom
- Neológ zsinagóga (Spitalul Județean)
- Ortodox katedrális (Catedrala Schimbarea la Față)
- Nagyboldogasszony ortodox templom (Biserica Adormirea Maicii Domnului)
- Piarista templom
- Sász Hevra zsinagóga
- Szent Mihály-templom (Catedrala Sfântul Mihail)
- Szentpéteri templom
- Unitárius templom (Catedrala Unitariană)

## Múzeumok

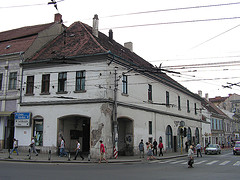
Gyógyszerészeti Múzeum

- Steampunk Transylvania - Jules Verne világa
- Állattani Múzeum
- Emil Isac emlékmúzeum
- Emil Racoviță emlékmúzeum
- Gyógyszerésztörténeti Múzeum (Mauksch-Hintz-ház)
- Néprajzi Múzeum (Redut)
  - Falumúzeum (szabadtéri részleg a Hója erdőben)
- Szervátiusz Múzeum
- Szépművészeti Múzeum (Bánffy-palota)
- Történelmi Múzeum
- Tűzoltómúzeum (Tűzoltó-torony)

## Szobrok

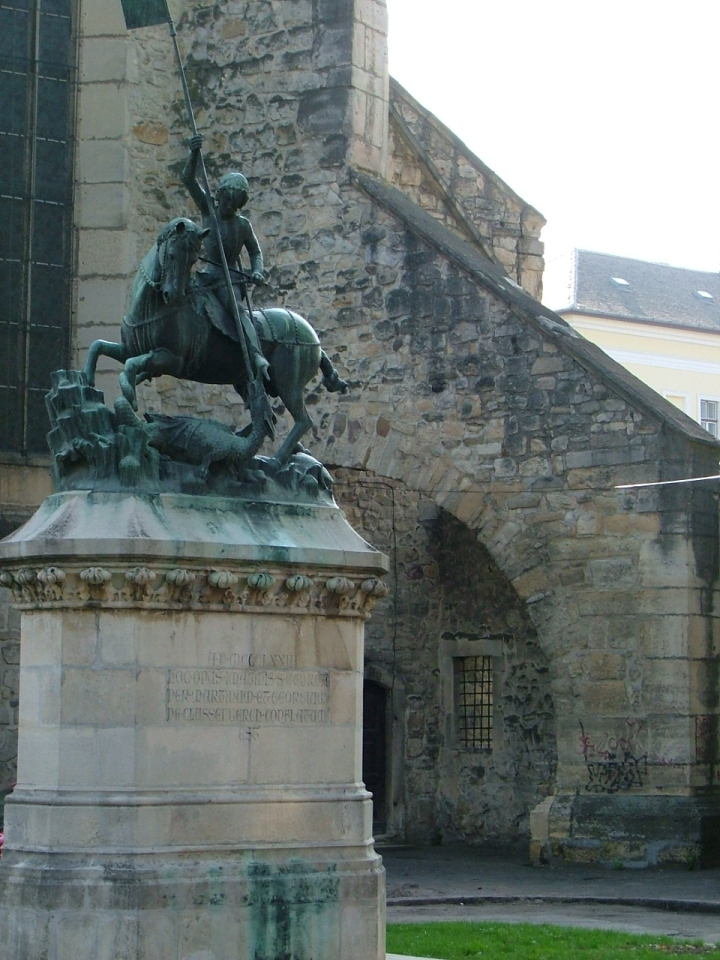
Sárkányölő Szent György

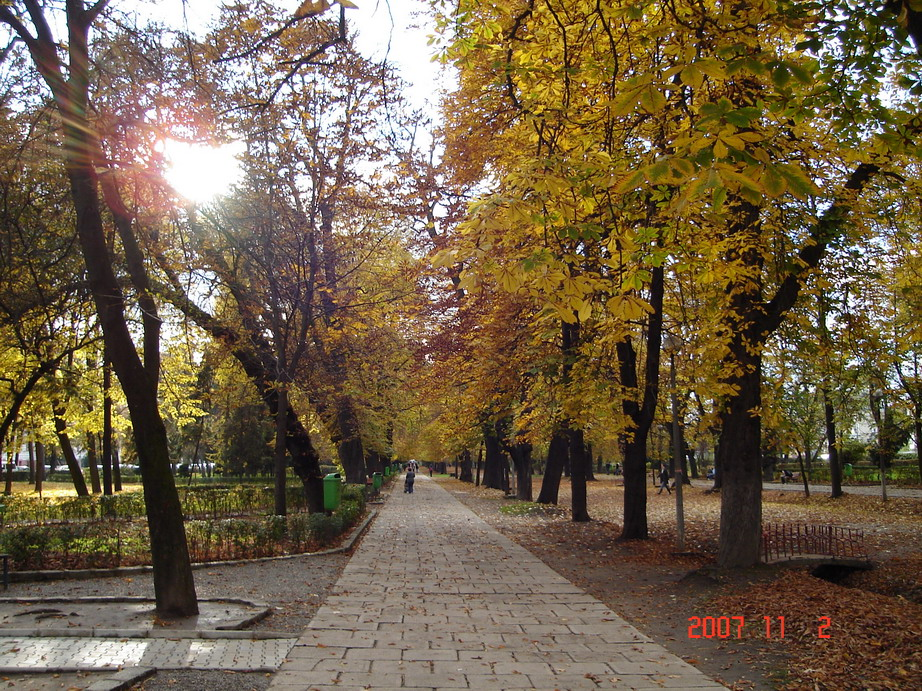
Sétatér ősszel

- Avram Iancu szobra
- Lucian Blaga szobra
- Ion Luca Caragiale szobra
- George Coșbuc szobrok
- Constantin Daicoviciu szobra
- Mihai Eminescu szobra
- Erdélyi Iskola szoborcsoport
- Karolina-oszlop
- Mária-oszlop
- Márton Áron szobra
- Mátyás király-emlékmű
- Memorandisták emlékműve
- Mikó Imre szobra
- Baba Novac szobra
- Liviu Rebreanu szobra
- Szent György-szobor

## Zöldövezet
- Botanikus kert
- Fellegvár
- Házsongárdi temető
- Mikó-kert
- Sétatér

## Egyéb látnivalók
- Állami Magyar Színház

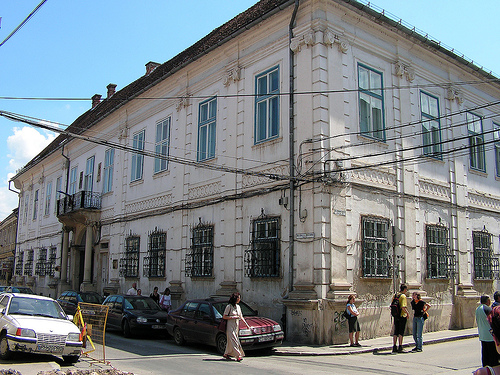
Toldalagi–Korda-palota

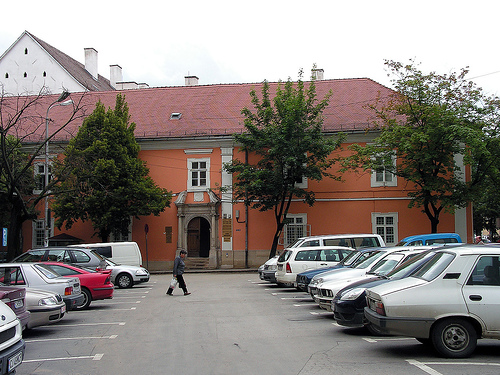
Piarista rendház

- Babeș–Bolyai Tudományegyetem központi épülete
- Babeș–Bolyai Tudományegyetem bölcsészkara (Marianum)
- Babeș–Bolyai Tudományegyetem vegyészeti kara (De Gerando)
- Babos-palota
- Báthory–Apor Szeminárium
- Biasini-szálloda
- Bocskai István szülőháza
- Bolyai János szülőháza
- Egyetemi Könyvtár
- Erzsébet híd a Kis-Szamos felett
- Igazságügyi palota
- János Zsigmond Unitárius Kollégium
- Jósika-palota (Lábasház)
- Mátyás király szülőháza
- Műegyetem központi épületei
- New York-szálloda (Continental)
- Ortodox püspöki palota
- Pákey-villa
- Pénzügyigazgatóság
- Piarista rendház
- Protestáns Teológiai Intézet
- Redut
- Református Kollégium
- Régi városháza
- Rhédey-palota
- Lucian Blaga Nemzeti Színház (Hunyadi téri színház)
- Szabók bástyája
- Széki-palota
- Teleki-ház
- Toldalagi–Korda-palota
- Városháza